# Ich bin die Sehnsucht in dir
Ich bin die Sehnsucht in dir ist ein Lied der deutschen Punkrock-Band Die Toten Hosen. Der Song ist die erste Singleauskopplung ihres Studioalbums Zurück zum Glück und wurde am 5. September 2004 veröffentlicht.

## Inhalt
Ich bin die Sehnsucht in dir handelt von den Wünschen und Sehnsüchten, die tief in jedem Menschen verankert sind. Campino singt in Ich-Form und übernimmt dabei selbst die Rolle der Sehnsucht. So beschreibt er die mitunter destruktive und symbiotische Beziehung zwischen sich und der Person, welche die Sehnsucht in sich trägt. Diese Person spricht er direkt mit „du“ an und sagt, dass sie schon ein Leben lang zusammen seien, er ihre Handlungen lenke und sie gemeinsam sterben werden.

„Wegen mir hast du vor Wut geweint

Wegen mir hast du dich selbst zum Feind

Es ist meine Schuld, du kannst nichts dafür

Ich bin die Hoffnung und du stirbst mit mir

Ich bin die Sehnsucht in dir“

## Produktion
Der Song wurde von dem Musikproduzenten Jon Caffery in Zusammenarbeit mit Die Toten Hosen produziert. Als Autor des Texts fungierte Sänger Campino zusammen mit der Autorin Arezu Weitholz, während die Musik von Andreas von Holst geschrieben wurde.

## Musikvideo
Bei dem zu Ich bin die Sehnsucht in dir gedrehten Musikvideo führte Philipp Stölzl Regie. Es verzeichnet auf YouTube über eine Million Aufrufe (Stand April 2022).
Das Video zeigt die Band, die das Lied in einem halbdunklen Raum spielt. Dazu werden nacheinander verschiedene Menschen gezeigt, die sich nach unterschiedlichen Dingen oder Gefühlen sehnen, welche jeweils als Wort eingeblendet werden, darunter „dich wiedersehen“, „Wärme“, „Klarheit“, „meinen Vater kennenlernen“, „ein Wunder“, „eine Freundin“, „die Seele bewegen“, „Ehre“, „Maria“, „nochmal jung sein“, „Vergebung“, „Weltmeister werden“, „Mut“, „Gerechtigkeit“, „eine Tochter“, „woanders sein“, „ficken“, „Freiheit“ und „Respekt“.

## Single

### Covergestaltung
Das Singlecover zeigt den Kopf von Bandmitglied Vom Ritchie in Schwarz-weiß und ohne Augen. Von links tippt ihm eine Hand gegen die Stirn. Rechts oben im Bild befinden sich die schwarz-weißen Schriftzüge Die Toten Hosen und Ich bin die Sehnsucht in dir. Der Hintergrund ist gelb und weiß gehalten.

### Titelliste
1. Ich bin die Sehnsucht in dir – 4:04
2. Es geht auch ohne – 2:07
3. Niemandslied – 2:24
4. Fallen – 3:30

### Chartplatzierungen
Ich bin die Sehnsucht in dir stieg am 20. September 2004 auf Platz fünf in die deutschen Singlecharts ein und konnte sich neun Wochen lang in den Top 100 halten. In Österreich belegte das Lied Rang 22 und in der Schweiz Position zehn, wobei es sich sieben bzw. acht Wochen in den Charts hielt.
| ChartsChartplatzierungen | Höchstplatzierung | Wochen |
| ------------------------ | ----------------- | ------ |
| Deutschland (GfK)        | 5 (9 Wo.)         | 9      |
| Österreich (Ö3)          | 22 (7 Wo.)        | 7      |
| Schweiz (IFPI)           | 10 (8 Wo.)        | 8      |